# Џамија Катип Синан Челеби
Џамија Катип Синан Челеби је џамија која се налази у Призрену у улици Адема Јашарија.

## Опште информације
На турском језику, „катип” означава секретара, па се верује да је џамија названа по Мустафи хаџи-Калфи (тур. Kâtip Çelebi), али такође могла је бити названа по истоименој џамији у Охриду на археолошком локалитету Плаошник која је названа по Синану Челебију
Наводи се да је изграђена 1591. године, а реновирана 1893—94. на основу натписа.